# Les Mésaventures de Jones
Pour le film sorti en 1920, voir What Happened to Jones.

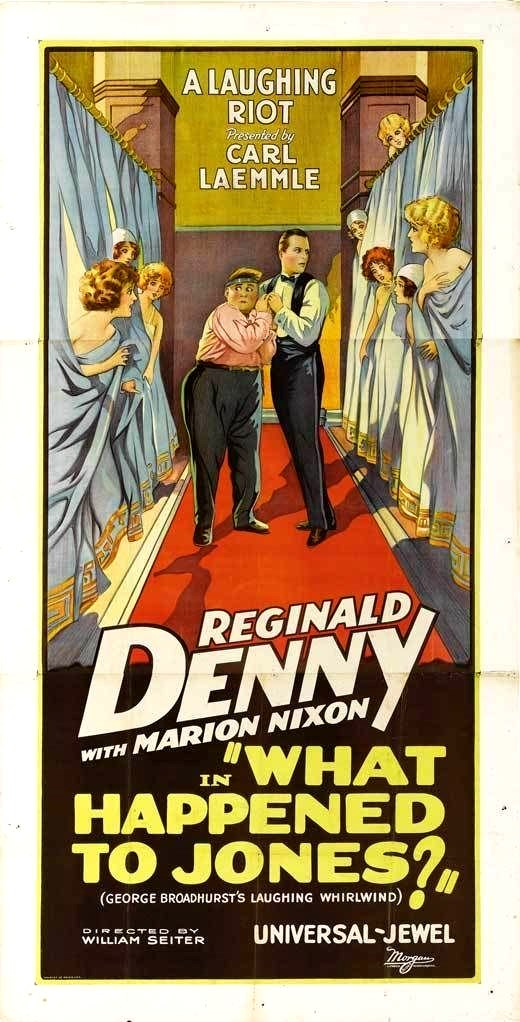
Affiche du film.

Les Mésaventures de Jones (What Happened to Jones) est un film américain réalisé par William A. Seiter et sorti en 1926.

## Synopsis
Tom Jones, la veille de son mariage avec Lucille Bigbee, rentre chez lui mais est entraîné dans une partie de poker. Une descente de police le conduit à s'échapper avec un ami âgé, Ebenezer Goodly. Ils se retrouvent dans un établissement de bain turc pour femmes, où leur présence ne passe pas inaperçue, et dont ils s'enfuient déguisés en vêtements de femme.

## Fiche technique
- Titre original : What Happened to Jones
- Réalisation : William A. Seiter
- Scénario : Melville W. Brown
- Producteur : Carl Laemmle
- Photographie : Arthur L. Todd
- Distributeur : Universal Pictures
- Durée : 70 minutes (7 bobines)[2]
- Date de sortie :
  - États-Unis : 8 février 1926

## Distribution

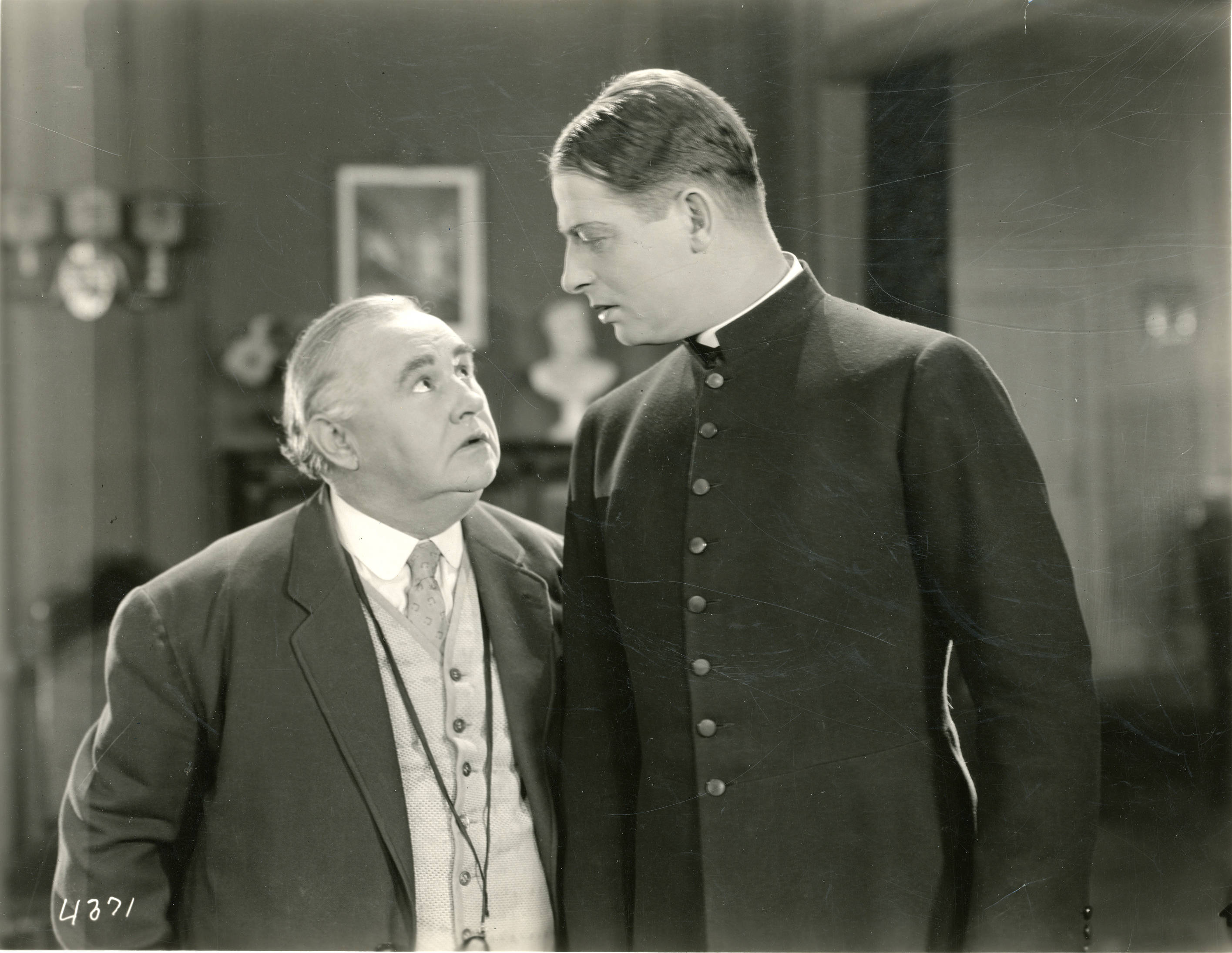
Otis Harlan et Reginald Denny dans une scène du film.

- Reginald Denny : Tom Jones
- Marian Nixon : Lucille Bigbee
- Melbourne MacDowell : Mr. Bigbee
- Frances Raymond : Mrs. Bigbee
- Otis Harlan : Ebenezer Goodly
- Emily Fitzroy : Mrs. Goodly
- Margaret Quimby : Marjorie Goodly
- Ben Hendricks Jr. : Richard
- William Austin : Henry Fuller
- Nina Romano : Minerva Starlight
- Zasu Pitts : Hilda
- John Elliott : l'évêque
- Edward Cecil : Smith
- Broderick O'Farrell : Rector
- Billy Engle : Milkman
- Lita Chevret